# Robert Aldrich
Robert Aldrich (Cranston, Rhode Island, 9. kolovoza 1918. - Los Angeles, Kalifornija, 5. prosinca 1983.), američki filmski redatelj.

## Nepotpun popis filmova
- Big Leaguer (1954.)
- Vera Cruz (1954.)
- Apache (1954.)
- Kiss Me Deadly (1955.)
- The Big Knife (1955.)
- The Last Sunset (1961.)
- What Ever Happened to Baby Jane? (1962.)
- Hush… Hush, Sweet Charlotte (1964.)
- The Flight of the Phoenix (1965.)
- " Dvanaestorica žigosanih" (The Dirty Dozen - 1967.)
- The Killing of Sister George (1968.)
- "Ulzanin prepad" (Ulzana's raid - 1972.)
- The Longest Yard (1974.)
- Hustle (1975.)
- Twilight's Last Gleaming (1977.)
- The Frisco Kid (1979.)
- …All the Marbles (1981.)

## Vanjske poveznice
- Robert Aldrich u internetskoj bazi filmova IMDb-u (engl.)